# Système nerveux de l'insecte
 (juillet 2019).
Si vous disposez d'ouvrages ou d'articles de référence ou si vous connaissez des sites web de qualité traitant du thème abordé ici, merci de compléter l'article en donnant les références utiles à sa vérifiabilité et en les liant à la section « Notes et références ».
Le système nerveux des insectes est similaire à celui des autres arthropodes avec quelques particularités. Les arthropodes possèdent une chaîne nerveuse constituée de paires de ganglions (une paire par métamère), reliés entre eux par cordons nerveux transversaux (commissures) et longitudinaux (connectifs). Certains ganglions ont fusionné pour former des structures plus volumineuses. Les ganglions cérébroïdes, qui constituent le cerveau des arthropodes, sont ainsi constitués de trois paires de ganglions. Les arthropodes sont hyponeuriens, c'est-à-dire que leur chaîne nerveuse est en position ventrale par rapport au tube digestif, à l'exception des ganglions cérébroïdes qui sont dorsaux. Les insectes possèdent également des ganglions sous-œsophagiens.
Le système nerveux des insectes a été choisi comme modèle pour beaucoup de recherches parce qu'il est plus simple que celui d’autres espèces animales. Cependant, il est relativement plus gros que celui de beaucoup d’invertébrés. C’est ce qui explique que les insectes soient des animaux si actifs. De plus, des comportements complexes peuvent être attribués à quelques neurones seulement et le chemin entre les entrées sensorielles, appelées sensilles, et les sorties motrices sont relativement courtes. Le comportement de marche de l'insecte et l’architecture neuronale sont utilisés pour améliorer la locomotion de robots hexapodes avec un retour pour les biologistes qui utilisent des robots hexapodes pour tester différentes hypothèses.
Le système nerveux des insectes est composé du système stomagastrique et du système sympathique ventral.

## Ganglions cérébroïdes ou cerveau
Les ganglions cérébroïdes sont divisés en trois parties :
- le protocérébron relié aux yeux composés et aux ocelles
- le deutocérébron relié aux antennes
- le tritocérébron relié au labre

Les insectes sont dotés d’un cerveau logé dans la tête. Celui-ci entoure généralement l’œsophage. Le cerveau d'une abeille comprend environ 950 000 neurones, ce qui correspond à une tête d'épingle, en comparaison avec les milliards de neurones du cerveau humain. Cependant, ce cerveau suffit à l'insecte pour avoir un comportement étonnamment complexe (danse des abeilles…). Une partie importante de ce cerveau est formée des lobes optiques reliés aux couches rétiniennes des yeux composés via un chiasma intermédiaire.

## Chaînes nerveuses
Les insectes ont aussi une double chaîne nerveuse ventrale, située sous le tube digestif. Cette double chaîne ressemble à une échelle avec des ganglions qui innervent chaque segment du corps. Les ganglions des segments thoraciques sont plus volumineux. Ce sont ceux de la base des pattes qui contrôlent le membre et sont pour cette tâche hypertrophiés. Ils agissent comme des cerveaux secondaires, sous la dépendance du cerveau proprement dit.

## Synapses et neurotransmetteurs
Les insectes possèdent des synapses chimiques et des synapses électriques. Le principal neurotransmetteur excitateur est l'acétylcholine. Les insectes ont également d'autres neurotransmetteurs en commun avec les vertébrés, comme le glutamate, le GABA, la dopamine ou la sérotonine.